# Триакісікосаедр
Триакісікосаедр (від дав.-гр. τριάχις — «тричі», εἴκοσι — «двадцять» і ἕδρα — «грань») — напівправильний многогранник (каталанове тіло), двоїстий зрізаному додекаедру. Складений зі 60 однакових тупокутних рівнобедрених трикутників, у яких один із кутів дорівнює {\displaystyle \arccos \left(-{\frac {3+3{\sqrt {5}}}{20}}\right)\approx 119{,}04^{\circ }}, а два інші {\displaystyle \arccos \,{\frac {15+{\sqrt {5}}}{20}}\approx 30{,}48^{\circ }}.
Має 32 вершини; в 12 вершинах (розташованих так само, як вершини ікосаедра) сходяться своїми гострими кутами по 10 граней, у 20 вершинах (розташованих так само, як вершини додекаедра) сходяться тупими кутами по 3 грані.
У триакісікосаедра 90 ребер — 30 довших (розташованих так само, як ребра ікосаедра) і 60 коротших (разом утворюють фігуру, ізоморфну — але не ідентичну — кістяку ромботриаконтаедра). Двогранний кут при будь-якому ребрі однаковий і дорівнює {\displaystyle \arccos \left(-{\frac {24+15{\sqrt {5}}}{61}}\right)\approx 160{,}61^{\circ }}.
Триакісікосаедр можна отримати з ікосаедра, приклавши до кожної його грані правильну трикутну піраміду з основою, що дорівнює грані ікосаедра, і висотою, яка в {\displaystyle {\frac {5{\sqrt {15}}+9{\sqrt {3}}}{2}}\approx 17{,}48} разів менша від сторони основи. При цьому отриманий многогранник матиме по 3 грані замість кожної з 20 граней початкового, що й пояснює його назву.
Триакісікосаедр — одне з шести каталанових тіл, у яких немає гамільтонового циклу; гамільтонового шляху у всіх шести також немає.

## Метричні характеристики
Якщо коротші ребра триакісікосаедра мають довжину {\displaystyle a}, то його довші ребра мають довжину {\displaystyle {\frac {1}{10}}\left(15+{\sqrt {5}}\right)a\approx 1{,}72a,} а площа поверхні та об'єм виражаються як
{\displaystyle S=3{\sqrt {{\frac {1}{2}}\left(173-9{\sqrt {5}}\right)}}\;a^{2}\approx 26{,}2285960a^{2},}
{\displaystyle V={\frac {1}{4}}\left(19+13{\sqrt {5}}\right)a^{3}\approx 12{,}0172209a^{3}.}

Напіввписана сфера триакісікосаедра

Радіус вписаної сфери (що дотикається до всіх граней многогранника в їхніх інцентрах) при цьому дорівнює
{\displaystyle r={\frac {1}{2}}{\sqrt {{\frac {1}{122}}\left(477+199{\sqrt {5}}\right)}}\;a\approx 1{,}3745174a,}
радіус напіввписаної сфери (що дотикається до всіх ребер)
{\displaystyle \rho ={\frac {1}{10}}\left(5+4{\sqrt {5}}\right)a\approx 1{,}3944272a.}
Описати навколо триакісікосаедра сферу — так, щоб вона проходила через усі вершини, — неможливо.

## Пов'язані многогранники
| Симетрія: [5,3], (*532)               | Симетрія: [5,3], (*532) | Симетрія: [5,3], (*532) | Симетрія: [5,3], (*532) | Симетрія: [5,3], (*532) | Симетрія: [5,3], (*532) | Симетрія: [5,3], (*532) | [5,3]+, (532) |
| ------------------------------------- | ----------------------- | ----------------------- | ----------------------- | ----------------------- | ----------------------- | ----------------------- | ------------- |
|                                       |                         |                         |                         |                         |                         |                         |               |
|                                       |                         |                         |                         |                         |                         |                         |               |
| {5,3}                                 | t{5,3}                  | r{5,3}                  | t{3,5}                  | {3,5}                   | rr{5,3}                 | tr{5,3}                 | sr{5,3}       |
| Двоїсті до однорідних багатогранників |                         |                         |                         |                         |                         |                         |               |
|                                       |                         |                         |                         |                         |                         |                         |               |
| V5.5.5                                | V3.10.10                | V3.5.3.5                | V5.6.6                  | V3.3.3.3.3              | V3.4.5.4                | V4.6.10                 | V3.3.3.3.5    |